# 圆叶单花红丝线
圆叶单花红丝线（学名：Lycianthes lysimachioides var. rotundifolia）为茄科红丝线属下的一个变种。

## 扩展阅读
- 維基物種上的相關：圆叶单花红丝线